# الخاندرو الوارادو
الخاندرو الوارادو (انگلیسی: Alejandro Alvarado Jr.؛ زادهٔ ۲۹ ژوئیهٔ ۲۰۰۳) بازیکن فوتبال اهل ایالات متحده آمریکا است.